# Tometes lebaili
Tometes lebaili és una espècie de peix de la família dels caràcids i de l'ordre dels caraciformes.

## Morfologia
- Els mascles poden assolir 51,2 cm de llargària total.[4]

## Hàbitat
Viu en zones de clima tropical.

## Distribució geogràfica
Es troba a Sud-amèrica: conques dels rius Mana i Maroni a la Guaiana Francesa, i del Commewine a Surinam.

## Estat de conservació
Podria veure's en perill per les amenaces humanes causades per la pesca de subsistència de les tribus ameríndies locals (els Wayãpi i els Wayana) i la destrucció del seu hàbitat per les activitats mineres i la construcció de preses.